# Investiție
Investiția, din punct de vedere economic, reprezintă un plasament de capital pe termen lung în industrie, agricultură, comerț etc.
Mai explicit, investiția este efortul actual de alocare a unei cantități monetare făcut pentru efecte viitoare, create prin dezvoltare și modernizare, având ca sursă de finanțare renunțarea la consumuri actuale sigure, în favoarea unor probabile consumuri viitoare mai mari.

## Tipuri
Principalele categorii de investiții sunt:
- investițiile tangibile/corporale - reprezintă cheltuieli pentru achiziție de utilaje și echipamente, construcții și altele similare, cu anumite excepții în ceea ce privește achiziția de teren.[3]

- investițiile intangibile/necorporale - reprezintă cheltuieli pentru cercetare – dezvoltare, crearea sau preluarea de rețele de distribuție pe piața națională sau europeană, cumpărare de patente și brevete.[4]

- investiții financiare - reprezintă orice plasament de capital (resurse bănești) executat de către un investitor (persoană fizică sau juridică), într-unul dintre sistemele investiționale oferite în cadrul economiei: titluri de stat, acțiuni, obligațiuni, investiții imobiliare, plasamente în fonduri mutuale, valută etc.[5]

Se definește ca investiție inițială o investiție în active corporale și necorporale legată de crearea unei noi unități, extinderea unei unități existente, diversificarea producției unei unități prin realizarea de produse noi, suplimentare, schimbarea fundamentală a procesului global de producție a unei unități existente. Achiziționarea de acțiuni sau părți sociale emise de către o întreprindere nu constituie investiție inițială.

## Legături externe
- en Investing pe Curlie